# Galendromus porresi
Galendromus porresi är en spindeldjursart som först beskrevs av D. McMurtry 1983.  Galendromus porresi ingår i släktet Galendromus och familjen Phytoseiidae. Inga underarter finns listade i Catalogue of Life.